# 克列波斯特纳亚湾
克列波斯特纳亚湾（俄语：Бухта Крепостная）是鞑靼海峡的海湾，属滨海边疆区捷尔涅伊区，伸入陆地0.37公里，出口宽2.1公里，深达5米，面积0.38平方公里。卡班尼亚河注入它，上世纪在河谷中有电报通讯点克列波斯特纳亚，现在已无人居住。